# Voo Malaysia Airlines 2133
O voo Malaysia Airlines 2133 (MH2133) foi um voo que caiu em 15 de setembro de 1995 e matou 34 pessoas. O avião colidiu com um bairro pobre da Malásia durante a aproximação. Este foi o primeiro acidente envolvendo um Fokker 50.

## Acidente
O avião envolvido era um Fokker 50 fabricado em 1990 com o prefixo 9M-MGH. Havia 49 passageiros, dois pilotos e dois tripulantes de cabine a bordo do avião. O tempo de voo programado era de uma hora. 
Às 12:22 (UTC+8), quando a aeronave se aproximou da pista 17 no aeroporto de Tawau, aterrissou a 500 metros da pista e colidiu com uma favela do lado de fora do aeroporto. Havia 34 mortos e 19 pessoas sobreviveram.